# America's Next Top Model
America's Next Top Model (thường được gọi tắt là ANTM; tên Tiếng Việt là Siêu Mẫu Mỹ; tạm dịch: Người mẫu Hàng đầu Tiếp theo của nước Mỹ) là chương trình truyền hình thực tế dành cho phụ nữ và các bạn gái trẻ. Trong chương trình này các bạn gái sẽ tranh tài với nhau để giành được cơ hội trở thành Người mẫu đỉnh cao Mỹ và bước chân vào ngành công nghiệp người mẫu (Mùa 20 đến 22 có sự tranh tài của các chàng trai).
Người sáng lập và dẫn chương trình nổi tiếng là cựu siêu mẫu Tyra Banks, cũng là giám khảo chính và nhà sản xuất cho tất cả các mùa thi từ đầu đến mùa 22. Tyra tạm nghỉ một thời gian và người thay thế cô là là ca sĩ Rita Ora, sau đó cô đã quay trở lại với vị trí host vào mùa 24. Mùa thi đầu tiên lên sóng chính thức vào tháng 5, 2003 và đã trở thành một trong những chương trình truyền hình ăn khách nhất của hệ thống truyền hình cáp UPN. Mùa thi thứ bảy của chương trình này là mùa thi đầu tiên phát trên kênh The CW, sau khi hệ thống cáp UPN sáp nhập vào hệ thống cáp Warner Brothers. Nhạc hiệu của chương trình cũng do chính Tyra Banks hát. Tyra cũng là đồng sản xuất chung trình với Ken Mok và Anthony Dominici.

## Định dạng chương trình
Mỗi mùa thi của chương trình America’s Next Top Model có khoảng 10-16 cô gái - chàng trai (kể từ mùa 20 đến mùa 22) tham gia ghi hình trong 9-13 tập phim. Ở mỗi tập phim, có một thí sinh sẽ bị loại cho đến khi tìm ra được ba người tài năng nhất; tuy nhiên vẫn có trường hợp ngoại lệ. Có rất ít trường hợp các thí sinh không bị loại, hoặc hai thí sinh cùng bị loại trong một tập (loại kép). Các trường hợp hiếm gặp này là do hội đồng giám khảo nhất trí quyết định dựa trên nhiều tiêu chí, mà quan trọng nhất là thái độ và tiềm năng của các thí sinh. Chưa bao giờ xảy ra trường hợp có 3 thí sinh bị loại cùng một lúc (triple eliminatiọn). Chương trình là nơi cho các thí sinh "lột xác" để bước chân vào thế giới người mẫu đầy kiêu hãnh. Họ sẽ được các chuyên gia có uy tín trong ngành thời trang hướng dẫn cách thu hút trước ống kính và trước đám đông. Tuỳ vào mùa thi (thường thì vào khoảng 2-3 tập đầu) các cô gái sẽ được thay đổi vẻ ngoài sao cho giống một người mẫu đích thực.
Địa điểm thi không bó buộc ở nước Mỹ, mà còn được thực hiện ở nhiều nơi trên thế giới. Đây là điểm hấp dẫn riêng biệt so với các chương trình đào tạo người mẫu khác trên thế giới. Mỗi mùa thi gắn bó với một đất nước, một vẻ đẹp gắn liền với một nền văn hoá mới không chỉ giúp các cô gái mà còn giúp khán giả mở mang tầm hiểu biết. Như ở mùa thi 7 tổ chức ghi hình tại Tây Ban Nha, các cô gái được học Flamenco quyến rũ, hay mùa 8 được đến Australia để biến mình thành "thổ dân", mùa 9 ở Vạn lý trường thành, mùa thi 10 thì làm chiến binh ở đấu trường Colosseum. Các thí sinh chỉ bay ra nước ngoài khi đã trải qua 2/3 tiến trình thi, có nghĩa là chỉ còn 5-6 thí sinh.

### Nội dung từng tập phim
Mỗi tập phim America’s Next Top Model gồm nhiều hoạt động diễn ra trong suốt một tuần (nếu quay ở nước ngoài thì chỉ 3-4 ngày) như: tham gia các thử thách, chụp ảnh hoặc quay phim quảng cáo, các cô gái nghe những lời nhận xét từ phía hội đồng giám khảo, và cuối cùng cũng là phần quan trọng nhất: Tyra thông báo người bị loại khỏi cuộc đua giành danh hiệu Người mẫu đỉnh cao Mỹ. Ban giám khảo hiện thời của chương trình gồm: Host Tyra Banks, Người mẫu ngoại cỡ Ashley Graham, hai vị giám khảo Drew Elliott và Law Roach. Ngoài ra, nhiều tập còn có các giám khảo khách mời. 

#### Mở đầu
Mở đầu một tập, các thí sinh sẽ nhận được Alert, huấn luyện theo chủ đề riêng của từng tuần. Ví dụ, các cô gái sẽ học bước đi trên sân khấu, học cách trả lời phỏng vấn hoặc ứng biến khi gặp câu hỏi khó, học cách thể hiện cảm xúc, học cách gợi cảm, học diễn xuất, trang điểm hợp tông với trang phục đang mặc... Sau khi học xong, các thí sinh sẽ thực hành và tham gia thử thách của tập phim đó. Người thực hiện thành công và áp dụng tốt nhất những gì đã học sẽ chiến thắng thử thách. Giải thưởng được nhận sẽ phụ thuộc vào thử thách. Có nhiều loại giải thưởng, nhưng đa số là rất có giá trị vật chất thực tế lẫn giá trí kinh nghiệm, ví như 3 chiếc nhẫn kim cương trong một tập của mùa thi 6, hay cơ hội đóng phim, hay chụp ảnh và diễn cùng các người mẫu danh tiếng, tham gia tiệc khuya, hoặc một hợp đồng quảng cáo (Anya - thí sinh mùa 10 - sở hữu phần thưởng trị giá $10.000 với 7 Up sau khi chiến thắng thử thách của tuần)... Người thắng cuộc được quyền mời người bạn của mình cùng chia vui giải thưởng.
Với mùa thi 1, 3, 4, 5, 10 và 12, buổi chụp hình đầu tiên các thí sinh không tham gia thử thách. Mùa thi 5, 7, 11 có nhiều thử thách trong một tập phim. Mùa thi 8, 9, 10 & 11 có thử thách và giải thưởng cho đội chiến thắng; riêng mùa thi 8 chỉ có thí sinh xuất sắc nhất đội mới được nhận giải thưởng, mùa thi 9 tất cả các thí sinh đều được nhận thưởng và người duy thí rút trúng thăm may mắn đoạt thêm giải thưởng phụ, ở mùa 10 cũng gần tương tự mùa 9 nhưng thí sinh xuất sắc nhất nhóm sẽ nhận giải thưởng phụ.

#### Phần giữa
Các thí sinh tham gia chụp hình hoặc đóng phim quảng cáo. Trong các mùa thi, tuy có chủ đề khác nhau, nhưng vẫn có những phần chụp ảnh bắt buộc như là chụp ảnh áo tắm hay chụp ảnh đồ lót, chụp ảnh chân dung, tạo tư thế cho ảnh khoả thân hay tư thế bán khoả thân, chụp ảnh cùng người mẫu nam và chụp ảnh cùng các con vật. Và một tấm ảnh thương mại là phần không thể thiếu ở mỗi mùa thi (trừ Mùa thi 2, 5 và 9 – các mùa thi này có cô gái vừa phải chụp ảnh và quảng cáo cho một thương hiệu; mùa 14 thì không có ảnh quảng cáo cho bất kì thương hiệu nào). Trong mùa thi 2 và mùa thi 9, không chụp ảnh thương mại nhưng thay vào đó các cô gái sẽ quay các clip ca nhạc cùng các ca sĩ (mùa 2 với Tyra trong ca khúc Shake Ya Body, mùa 9 quay với Enrique Iglesias và mùa 23 quay trong ca khúc của nam ca sĩ French Montana).

#### Phần kết
Phần kết mỗi tập, các thí sinh đối diện với hội đồng giám khảo. Trong phần kết vẫn có các thử thách từ hội đồng giám khảo dành cho các thí sinh nhằm phát hiện ra tiềm năng cũng như tài vặt. Thử thách đôi lúc đơn giản, đôi lúc phức tạp như: mời khách mua hàng, bước đi, bộc lộ cảm xúc, tạo dáng... trước khi có kết quả chính thức từ hội đồng giám khảo. Nhưng từ tập đầu mùa thi 8 kịch bản đã bỏ phần thử thách này. Kế đó, các cô gái nghe lời phê bình của các giám khảo. Lời phê bình không chủ quan, mà nó khách quan bao hàm ý kiến của mọi người, dựa trên bức ảnh đẹp nhất (hay đoạn phim tốt nhất) mà thí sinh đã chụp (quay). Hai giờ tiếp theo là thời gian dành cho ban giám khảo thảo luận để quyết định loại một thí sinh, các cô gái rời phòng giám khảo và quay trở lại sau đó. Tyra/Rita luôn khen các thí sinh thể hiện cảm xúc xuất sắc trong tấm ảnh bằng câu nói: Congratulations. You are still in the running towards becoming the America’s Next Top Model (Chúc mừng bạn. Bạn vẫn tiếp tục trong cuộc đua trở thành Người mẫu đỉnh cao Mỹ ). Hai cô gái xếp cuối bảng sẽ cùng tiến về phía Tyra/Rita, họ được gọi là The bottom two, nghe Tyra/Rita nhận xét về ưu khuyết điểm và chỉ có một người bước tiếp vào vòng trong. Tuy nhiên có các trường hợp ngoại lệ đã xảy ra trong lịch sử ANTM:
- Mùa 3,Mùa thi 11, Mùa thi 13 & Mùa 15 Magdalena, Hannah, Rachel và Terra bị loại trực tiếp từ bên ngoài, trước khi vào phòng giám khảo (một tập phim đặc biệt có hai lượt loại thí sinh, một lượt loại diễn ra sau khi hoàn thành thử thách hay chụp ảnh và lượt thứ hai diễn ra trong phòng giám khảo).
- Mùa 4, giám khảo phải áp dụng hình thức loại kép (loại đồng thời Rebecca và Tiffany vì ảnh chụp không đạt và do thái độ).
- Mùa 5, trong một tập, giám khảo không thể loại ai, loại rỗng và Cassandra đã xin rút lui cuộc thi vì không thích tóc mình bị cắt quá ngắn
- Mùa 9, Ambreal đã bị loại nhưng vẫn được tiếp tục vào vòng trong vì thí sinh Ebony không muốn tiếp tục thi. Ebony đã khiến cho mọi người hết sức ngạc nhiên vì khi Tyra gọi tên và trao bức hình cho cô, nhưng cô không đến nhận, khóc và bày tỏ cảm xúc của mình.
- Mùa 10, Kimberly đã quyết định rời khỏi cuộc thi
- Mùa 16, Ondrei Edwards đã xin rút lui sau tai nạn của 2 người anh trai mình.
- Mùa 17  Angelea đã bị tước quyền thi
- Mùa 18, Louise đã quyết định rời cuộc thi (tập 3) và Alisha cũng quyết định khỏi cuộc thi (tập 10)
- Mùa 19 Maria xin rút lui cuộc thi và Leila là cô gái đầu tiên được quay lại cuộc thi sau khi bị loại
- Mùa 20, hai thí sinh được quay trở lại cuộc thi gồm một nam một nữ là Jeremy và Alexandra
- Mùa 21, Romeo bị tước quyền thi đấu vì dùng vũ lực, gây sự trước với Adam, Chantelle được quay trở lại
- Mùa 22 sẽ có 1 tập mà các thí sinh từng bị loại sẽ quay trở lại nhà chung thi đấu. Thí sinh bị loại cũng sẽ tham gia các phần thi. Đến cuối tuần thí sinh bị loại nào có số điểm cao nhất sẽ được comeback. Và một thí sinh khác sẽ bị loại. Người được comeback là Dustin.
- Mùa 23 và 24 cũng sẽ có thể thức comeback như mùa 22. Người được comeback là Tash và Jaena.

### ANTM và The CW
Theo phát ngôn của người đại diện các hãng truyền hình, ngày 24 tháng 4 2006, chương trình Top Model chính thức sáp nhập vào hệ thống truyền hình cáp The CW, sản phẩm kết hợp của hai kênh UPN và The WB. Trước thông tin sáp nhập vào The CW, 20-01-2006, UPN tuyên bố sẽ làm mới chương trình khi nó đã đi qua chín chặng đường.
Để kỉ niệm chương trình thứ mười, một phiên bản đặc biệt đã lên sóng với tên gọi America's Next Top Model: Exposed gồm hai phần phát vào Thứ tư 06&13-02, 2008 trước ngày công chiếu mùa thi mới. Tập phim này giới thiệu tổng quát về chương trình trong suốt chín mùa thi trước, bao gồm: các màn "cấu xé" đáng sợ nhất; những tai nạn, rủi ro trong quá trình ghi hình; những bức ảnh đáng nhớ nhất; cá tính nổi bật; nói rõ hơn các khoảnh khắc đáng nhớ và những thước phim khác cùng với ba đoạn phim giới thiệu đặc biệtXem. Camille McDonald (Mùa 2), Toccara Jones (Mùa 3), Eva Pigford (người chiến thắng Mùa 3), Bre Scullark (Mùa 5), Cassandra Whitehead (Mùa 5), Joanie Dodds (Mùa 6), Jael Strauss (Mùa 8), Dionne Walters (Mùa 8), Heather Kuzmich (Mùa 9) và Bianca Golden (Mùa 9) cùng đến chung vui với sự kiện này và tham gia bình luận về các cô gái, sự kiện đã diễn ra.

### ANTM trong giai đoạn khủng hoảng vì thiếu kịch bản
Ngày 21 tháng 7, 2006, lịch sử phim ảnh nước Mỹ đã xảy ra một chấn động lớn, đó là cuộc đình công của Hiệp hội biên kịch Mỹ đấu tranh giành nhiều quyền lợi hơn trong phân chia lợi nhuận và tác quyền kịch bản. Cuộc đấu tranh ảnh hưởng không chỉ với ngành điện ảnh nói riêng mà còn lan rộng tới toàn thể ngành giải trí. Trong giai đoạn đó, ANTM mùa 7 là chương trình dự định phát sóng đầu tiên để chào mừng kênh truyền hình mới The CW, một sản phẩm sáp nhập của hai kênh UPN và Warner Brothers, thì lại không có nguồn kịch bản để dàn dựng, buộc nhà đồng tổ chức Ken Mok phải ra quyết định cuối cùng cho loạt chương trình nổi tiếng này. Vì không tìm ra nhà biên kịch mới nào cả, nên Ken Mok quyết định tự tay viết kịch bản, giải nguy cho chương trình này khỏi bờ vực đóng cửa.

### Những lời phê bình
Trong số báo tháng 9 2006, nhà thiết kế thời trang danh tiếng của thương hiệu Chanel, Karl Lagerfeld, đã thẳng thừng phê bình về hai chương trình America's Next Top Model và Project Runway: "cái đống rác rưởi này chỉ đáng cười trong năm phút nếu bạn đang ở cạnh ai đó. Hoặc chẳng buồn cười tí nào nếu bạn ở một mình. Những cô gái trẻ kia sẽ chẳng bao giờ được như siêu mẫu Gemma Ward. Họ chả có ích gì cho ngành công nghiệp thời trang". Gemma Ward là một người mẫu được phát hiện từ chương trình Australia's Search for a Supermodel, một chương trình truyền hình thực tế ra đời trước và có kết cấu gần giống ANTM, phát sóng vào đầu năm 2003. Karl Lagerfeld đã từng tham gia chụp ảnh cho phiên bản NTM ở Pháp.
Tháng 10-2006, tạp chí Allure viết một bài về ANTM: "ANTM thật ra chả đào tạo được một người mẫu nào nên hồn cả". Nếu đem so sánh, thì các thí sinh trong American Idol còn có nhiều cơ hội làm việc tốt hơn, ngay cả khi họ không thắng cuộc.
Trong mùa thi thứ 8 Ken Mok và Tyra Banks đã thừa nhận sai lầm: gần như tất cả các thí sinh đều nghiện thuốc lá rất nặng. Ken Mok phát biểu: "Tyra và tôi hiểu rất rõ tầm ảnh hưởng của 'Top Model' đối với thế hệ trẻ ngày nay, và tôi cam đoan sẽ lắng nghe những đề đạt từ khán giả". Để phản hồi ý kiến khán giả, ở những mùa thi tiếp theo Ken Mok đã định dạng chủ đề cho chương trình thân thiện với môi trường và nói không với thuốc lá.
Sau khi ghi hình mùa thi thứ 10, nhà sản xuất chương trình ANTM bị Michael Marvisi, chủ căn hộ ở New York, khiếu kiện đòi $500.000 bồi thường thiệt hại do ném thức ăn bừa bãi trong căn hộ, khoét lỗ trên tường, làm hỏng hệ thống nước nhà tắm, tốn $15.000 sửa chữa đèn trang trí và $90.000 các thiết bị điện. Các nhân viên sản xuất chương trình cũng bị cáo buộc làm hư sàn nhà, đục trần nhà để lắp hệ thống đèn.

### Những chiến thắng gây tranh cãi
- Sau khi Saleisha Stowers giành được chiến thắng trong Mùa 9, nổi lên một cuộc tranh cãi gây gắt về tư cách người thắng cuộc cũng như là thí sinh tham gia chương trình America's Next Top Model. Vì trước khi tham gia chương trình này, cô đã đóng quảng cáo cho thương hiệu thức ăn nhanh Wendy's (vậy Saleisha đã hoạt động chuyên nghiệp trong lĩnh vực người mẫu trái quy định ban đầu của chương trình: thí sinh tham gia chưa từng hoạt động chuyên nghiệp, hoặc chỉ hành nghề nghiệp dư). Để ngừng những cuộc tranh luận trên, kênh truyền hình the CW tuyên bố với các cơ quan truyền thông khác rằng Saleisha đã chịu nhận trách nhiệm về phía mình, cô cũng chính là người đã tố cáo hành động sai trái của mình. Sau khi "xem xét đoạn phim quảng cáo, chúng tôi cho rằng cách thể hiện của cô không chuyên nghiệp tí nào, và vì thế cô vẫn có cơ hội tham gia chương trình".[10]
- Lisa - người chiến thắng ở mùa 17 cũng gây tranh cãi, khi trước đó nhiều thông tin cho rằng Angelea - người bị tước quyền tham dự cuộc thi ngay đêm chung kết mới chính là người chiến thắng mùa 17, nhưng do Angelea đã để lộ kết quả cuộc thi lên mạng xã hội nên BTC buộc phải hủy kết quả cũ và Lisa là người được chọn để thay thế Angelea giành chiến thắng. Còn Alison ở vị trí thứ 2, nếu Angelea không bị tước quyền thi thì cô sẽ xếp ở vị trí thứ 3. Ngoài ra, việc cô chiến thắng cũng dấy lên tranh cãi khi thời điểm đăng quang cô đã quá 30 tuổi (hết tuổi để hoạt động người mẫu) cùng với việc nhiều lần được Tyra thiên vị trong các phiên đánh giá.
- Keith - thí sinh nam đầu tiên giành chiến thắng ở màu 21 cũng gây tranh cãi vì sự thể hiện một màu, không mới mẻ, nhàm chán, portfolio yếu nhất và có phần ưu ái của Tyra. Keith đã vượt qua nhiều thí sinh mạnh khác như Lenox, Will để giành chiến thắng và điều này dấy lên sự hoài nghi về tính công bằng của cuộc thi. Nhiều fan của Lenox bức xúc rằng, việc Lenox bị loại ở Top 4 là do BTC cố tình đặt chủ đề phần photoshoot là chụp ảnh sexy, trong khi đó đã có lần Lenox thừa nhận rằng việc chụp ảnh sexy là điều khó khăn đối với cô.
- Sophie - người chiến thắng mùa 18, mặc dù cô chiến thắng thuyết phục nhưng nhiều khán giả cho rằng Sophie là người Anh và việc cô chiến thắng cuộc thi siêu mẫu của Mỹ phải chăng là không hợp lý. Dù vậy, Sophie chiến thắng xứng đáng nên dư luận không tranh cãi gay gắt.
- Whitney - người chiến thắng mùa 10 và cũng là quán quân ngoại cỡ đầu tiên của chương trình cũng vấp phải những ý kiến trái chiều bởi phần thể hiện không ấn tượng như những thí sinh như Anya, Fatima, Katyzina và 4 lần trải qua vị trí bottom 2. Sau này, Tyra tuyên bố rằng việc chọn Whitney chiến thằng mùa 10 nhằm mục đích phản kháng lại chế độ ăn kiêng của người mẫu thời điểm đó
- Ann - người chiến thắng mùa 15 sau khi đăng quang đã vấp phải sự phản đối của dư luận vì vòng eo chỉ 45 cm, cùng cơ thể gầy gò. Dư luận cho rằng Ann sẽ là hình mẫu không tốt cho các cô gái trẻ, Bản thân Tyra phải lên mạng xã hội xin lỗi và thanh minh cho Ann với khán giả vì điều này.

### Đổi mới trong mùa 10
Nội dung chương trình trong 10 mùa thi qua có thay đổi đôi chút. Trừ mùa thi 1, mùa 2 và mùa 3, 3 thí sinh trụ vững nhất sẽ cạnh tranh nhau trong tấm ảnh chụp cuối cùng cho thương hiệu mỹ phẩm CoverGirl, 'ban giám khảo' sẽ loại đi một thí sinh nữa để chọn hai người tiềm năng hơn tranh tài trong một buổi trình diễn thời trang trước sự chứng kiến của đông đảo quan khách, báo chí và hội đồng giám khảo. Và phán quyết cuối cùng từ hội đồng giám khảo sẽ thể hiện trên màn hình TV.
Kể từ khi CoverGirl chính thức trở thành nhà tài trợ, hằng tuần các khán giả đều có cơ hội bình chọn cho thí sinh mình yêu thích để người đó nhận danh hiệu "CoverGirl của tuần" cùng giải thưởng. Đến mùa thi 11, mục này bị thay thế bằng "Top Model bứt phá", bao gồm các đoạn phim ngắn giới thiệu sự nghiệp của các cựu thí sinh Top Model.

### Biểu ngữ các mùa thi
- Mùa thi 1: One Girl has what it takes (Cô gái tài sắc vẹn toàn)
- Mùa thi 2: They are all gorgeous, but only one has what it takes (Các bạn đều đẹp, nhưng chỉ có một người duy nhất hội tụ đủ yếu tố)
- Mùa thi 3: Beauty In Progress (Sắc đẹp thăng hoa)
- Mùa thi 4: Dive In (Lặn xuống)
- Mùa thi 5: Bling It On (Rung lên nào)
- Mùa thi 6: Fairy Tales Come True (Cổ tích thành hiện thực)
- Mùa thi 7: The competition won't be pretty (Tự tin, táo bạo và làm nên lịch sử)
- Mùa thi 8: Welcome To The Jungle, Ladies (Chào mừng các quý cô tới rừng già)
- Mùa thi 9: The Future Of Fashion (Tương lai của thời trang)
- Mùa thi 10: New Faces, New Attitudes, New York (New York: Gương mặt mới, Phong cách mới)
- Mùa thi 11: Feel the Love (Cảm nhận tình yêu)
- Mùa thi 12: Get in the Fold (Bước vào nếp gấp)
- Mùa thi 13: The Lineup Is 5"7' And Under. Not The Usual Suspects. BOOK 'EM! (Đội hình không quá 1m70. Còn nghi ngờ gì nữa. Đặt hàng ngay)
- Mùa thi 14: "Work It Out" (Công việc khác thường)
- Mùa thi 15 " Are you ready for High Fashion ? (Bạn đã sẵn sàng cho thời trang cao cấp ?)
- Mùa thi 16: Rainy Day Women (Ngày mưa)
- Mùa thi 17: America's Next Top Model ALL ★ STARS (Các ngôi sao hội tụ)
- Mùa thi 18: America's Next Top Model British Invasion (Cuộc xâm lược của người mẫu Anh)
- Mùa thi 19: America's Next Top Model College Edition (Phiên bản đại học)
- Mùa thi 20: America's Next Top Model Guys & Girls 1 (Phiên bản Nam và Nữ 1)
- Mùa thi 21: America's Next Top Model Guys & Girls 2 (Phiên bản Nam và Nữ 2)
- Mùa thi 22: America's Next Top Model Guys & Girls 3 (Phiên bản Nam và nữ 3)
- Mùa thi 23: America's Next Top Model New host, new judges & back to all-female competition (Host mới, Giám khảo mới & sự trở lại của các cô gái)
- Mùa thi 24: The Boss Is Back (Tyra đã quay lại)

## Giám khảo
| Giám khảo          | Mùa thi           | Mùa thi           | Mùa thi           | Mùa thi           | Mùa thi   | Mùa thi   | Mùa thi   | Mùa thi   | Mùa thi   | Mùa thi   | Mùa thi   | Mùa thi   | Mùa thi   | Mùa thi           | Mùa thi           | Mùa thi           | Mùa thi           | Mùa thi           | Mùa thi   | Mùa thi   | Mùa thi   | Mùa thi   | Mùa thi   | Mùa thi   |
| Giám khảo          | 1                 | 2                 | 3                 | 4                 | 5         | 6         | 7         | 8         | 9         | 10        | 11        | 12        | 13        | 14                | 15                | 16                | 17                | 18                | 19        | 20        | 21        | 22        | 23        | 24        |
| ------------------ | ----------------- | ----------------- | ----------------- | ----------------- | --------- | --------- | --------- | --------- | --------- | --------- | --------- | --------- | --------- | ----------------- | ----------------- | ----------------- | ----------------- | ----------------- | --------- | --------- | --------- | --------- | --------- | --------- |
| Tyra Banks         | Giám khảo         | Giám khảo         | Giám khảo         | Giám khảo         | Giám khảo | Giám khảo | Giám khảo | Giám khảo | Giám khảo | Giám khảo | Giám khảo | Giám khảo | Giám khảo | Giám khảo         | Giám khảo         | Giám khảo         | Giám khảo         | Giám khảo         | Giám khảo | Giám khảo | Giám khảo | Giám khảo | Khách mời | Giám khảo |
| Janice Dickinson   | Giám khảo         | Giám khảo         | Giám khảo         | Giám khảo         | Khách mời | Khách mời | Khách mời |           |           |           |           |           |           |                   |                   |                   |                   |                   |           |           |           |           |           |           |
| Kimora Lee Simmons | Giám khảo         |                   |                   |                   |           |           |           |           |           |           |           |           |           |                   |                   |                   |                   |                   |           |           |           |           |           |           |
| Beau Quillian      | Giám khảo         |                   |                   |                   |           |           |           |           |           |           |           |           |           |                   |                   |                   |                   |                   |           |           |           |           |           |           |
| J. Alexander       | Giám khảo định kì | Giám khảo định kì | Giám khảo định kì | Giám khảo định kì | Giám khảo | Giám khảo | Giám khảo | Giám khảo | Giám khảo | Giám khảo | Giám khảo | Giám khảo | Giám khảo | Giám khảo định kì | Giám khảo định kì | Giám khảo định kì | Giám khảo định kì | Giám khảo định kì |           |           | Giám khảo | Giám khảo |           |           |
| Nigel Barker       |                   | Giám khảo         | Giám khảo         | Giám khảo         | Giám khảo | Giám khảo | Giám khảo | Giám khảo | Giám khảo | Giám khảo | Giám khảo | Giám khảo | Giám khảo | Giám khảo         | Giám khảo         | Giám khảo         | Giám khảo         | Giám khảo         |           |           |           |           |           |           |
| Eric Nicholson     |                   | Giám khảo         |                   |                   |           |           |           |           |           |           |           |           |           |                   |                   |                   |                   |                   |           |           |           |           |           |           |
| Nolé Marin         |                   | Giám khảo định kì | Giám khảo         | Giám khảo         |           |           |           |           |           |           |           | Khách mời |           |                   |                   |                   |                   |                   |           |           |           |           |           |           |
| Twiggy             |                   |                   |                   |                   | Giám khảo | Giám khảo | Giám khảo | Giám khảo | Giám khảo |           |           |           |           |                   |                   |                   |                   |                   |           |           |           |           |           |           |
| Paulina Porizkova  |                   |                   |                   |                   |           |           |           |           |           | Giám khảo | Giám khảo | Giám khảo |           |                   |                   |                   |                   |                   |           |           |           |           |           |           |
| André Leon Talley  |                   |                   |                   |                   |           |           |           |           |           |           |           |           |           | Giám khảo         | Giám khảo         | Giám khảo         | Giám khảo         |                   |           |           |           |           |           |           |
| Kelly Cutrone      |                   |                   |                   |                   |           |           |           |           |           |           |           |           |           |                   |                   |                   |                   | Giám khảo         | Giám khảo | Giám khảo | Giám khảo | Giám khảo |           |           |
| Bryanboy           |                   |                   |                   |                   |           |           |           |           |           |           |           |           |           |                   |                   |                   |                   |                   | Giám khảo | Giám khảo |           |           |           |           |
| Rob Evans          |                   |                   |                   |                   |           |           |           |           |           |           |           |           |           |                   |                   |                   |                   |                   | Giám khảo | Giám khảo |           |           |           |           |
| Rita Ora           |                   |                   |                   |                   |           |           |           |           |           |           |           |           |           |                   |                   |                   |                   |                   |           |           |           |           | Giám khảo |           |
| Ashley Graham      |                   |                   |                   |                   |           |           |           |           |           |           |           |           |           |                   |                   |                   |                   |                   |           |           |           |           | Giám khảo | Giám khảo |
| Drew Elliott       |                   |                   |                   |                   |           |           |           |           |           |           |           |           |           |                   |                   |                   |                   |                   |           |           |           |           | Giám khảo | Giám khảo |
| Law Roach          |                   |                   |                   |                   |           |           |           |           |           |           |           |           |           |                   |                   |                   |                   |                   |           |           |           |           | Giám khảo | Giám khảo |

## Các mùa thi
| Mùa | Phát sóng            | Quán quân         | Á quân                 | Các thí sinh theo thứ tự bị loại | Tổng số thí sinh | Điểm đến quốc tế                        |
| --- | -------------------- | ----------------- | ---------------------- | --- | ---------------- | --------------------------------------- |
| 1   | 20 tháng 5 năm 2003  | Adrianne Curry    | Shannon Stewart        | Tessa Carlson, Katie Cleary, Nicole Panattoni, Ebony Haith, Giselle Samson, Kesse Wallace, Robin Manning, Elyse Sewell | 10               | Paris                                   |
| 2   | 13 tháng 1 năm 2004  | Yoanna House      | Mercedes Scelba-Shorte | Anna Bradfield, Bethany Harrison, Heather Blumberg, Jenascia Chakos, Xiomara Frans, Catie Anderson, Sara Racey-Tabrizi, Camille McDonald, April Wilkner, Shandi Sullivan                                                           | 12               | Milan Verona Como                       |
| 3   | 22 tháng 9 năm 2004  | Eva Pigford       | Yaya DaCosta           | Magdalena Rivas, Leah Darrow, Julie Titus, Kristi Grommet, Jennipher Frost, Kelle Jacob, Cassie Grisham, Toccara Jones, Nicole Borud, Norelle Van Herk, Ann Markley, Amanda Swafford                                               | 14               | Montego Bay Tokyo                       |
| 4   | 2 tháng 3 năm 2005   | Naima Mora        | Kahlen Rondot          | Brita Petersons, Sarah Dankelman, Brandy Rusher, Noelle Staggers, Lluvy Gomez, Rebecca Epley & Tiffany Richardson, Tatiana Dante, Michelle Deighton, Christina Murphy, Brittany Brower, Keenyah Hill                               | 14               | Cape Town                               |
| 5   | 21 tháng 9 năm 2005  | Nicole Linkletter | Nik Pace               | Ashley Black, Ebony Taylor, Cassandra Whitehead (bỏ cuộc), Sarah Rhoades, Diane Hernandez, Coryn Woitel, Kyle Kavanagh, Lisa D'Amato, Kim Stolz, Jayla Rubinelli, Bre Scullark                                                     | 13               | Luân Đôn                                |
| 6   | 8 tháng 3 năm 2006   | Danielle Evans    | Joanie Dodds           | Kathy Hoxit, Wendy Wiltz, Kari Schmidt, Gina Choe, Mollie Sue Steenis, Leslie Mancia, Brooke Staricha, Nnenna Agba, Furonda Brasfield, Sara Albert, Jade Cole                                                                      | 13               | Băng Cốc Phuket                         |
| 7   | 20 tháng 9 năm 2006  | CariDee English   | Melrose Bickerstaff    | Christian Evans, Megan Morris, Monique Calhoun, Megg Morales, A.J. Stewart, Brooke Miller, Anchal Joseph, Jaeda Young, Michelle Babin, Amanda Babin, Eugena Washington                                                             | 13               | Barcelona                               |
| 8   | 28 tháng 2 năm 2007  | Jaslene Gonzalez  | Natasha Galkina        | Kathleen DuJour, Samantha Francis, Cassandra Watson, Felicia Provost, Diana Zalewski, Sarah VonderHaar, Whitney Cunningham, Jael Strauss, Brittany Hatch, Dionne Walters, Renee DeWitt                                             | 13               | Sydney                                  |
| 9   | 19 tháng 9 năm 2007  | Saleisha Stowers  | Chantal Jones          | Mila Bouzinova, Kimberly Leemans, Victoria Marshman, Janet Mills, Ebony Morgan (bỏ cuộc), Sarah Hartshorne, Ambreal Williams, Lisa Jackson, Heather Kuzmich, Bianca Golden, Jenah Doucette                                         | 13               | San Juan St. John's Thượng Hải Bắc Kinh |
| 10  | 20 tháng 2 năm 2008  | Whitney Thompson  | Anya Kop               | Kim Rydzewski (bỏ cuộc), Atalya Slater, Allison Kuehn, Amis Jenkins, Marvita Washington, Aimee Wright, Claire Unabia, Stacy-Ann Fequiere, Lauren Utter, Katarzyna Dolinska, Dominique Reighard, Fatima Siad                        | 14               | Rome                                    |
| 11  | 3 tháng 9 năm 2008   | McKey Sullivan    | Samantha Potter        | Sharaun Brown, Nikeysha Clarke, Brittany Rubalcaba, Hannah White, Isis King, Clark Gilmer, Lauren Brie Harding, Joslyn Pennywell, Sheena Sakai, Elina Ivanova, Marjorie Conrad, Analeigh Tipton                                    | 14               | Amsterdam                               |
| 12  | 4 tháng 3 năm 2009   | Teyona Anderson   | Allison Harvard        | Isabella Falk, Jessica Santiago, Nijah Harris, Kortnie Coles, Sandra Nyanchoka, Tahlia Brookins, London Levi, Natalie Pack, Fo Porter, Celia Ammerman, Aminat Ayinde                                                               | 13               | São Paulo                               |
| 13  | 9 tháng 9 năm 2009   | Nicole Fox        | Laura Kirkpatrick      | Amber DePace (bỏ cuộc), Lisa Ramos, Rachel Echelberger, Courtney Davies, Lulu Braithwaite, Bianca Richardson, Ashley Howard, Kara Vincent, Rae Weisz, Brittany Markert, Sundai Love, Jennifer An & Erin Wagner                     | 15               | Không có                                |
| 14  | 10 tháng 3 năm 2010  | Krista White      | Raina Hein             | Gabrielle Kniery, Naduah Rugely, Ren Vokes, Simone Lewis, Tatianna Kern, Brenda Arens, Anslee Payne-Franklin, Alasia Ballard, Jessica Serfaty, Angelea Preston & Alexandra Underwood                                               | 13               | Auckland Queenstown                     |
| 15  | 8 tháng 9 năm 2010   | Ann Ward          | Chelsey Hersley        | Anamaria Mirdita, Terra White, Sara Blackamore, Rhianna Atwood, Lexie Tomchek, Kacey Leggett, Kendal Brown, Esther Petrack, Liz Williams, Chris White, Kayla Ferrel & Jane Randall                                                 | 14               | Venice Milan Como Verona                |
| 16  | 23 tháng 2 năm 2011  | Brittani Kline    | Molly O'Connell        | Angelia Alvarez, Ondrei Edwards (bỏ cuộc), Nicole Lucas, Dominique Waldrup, Sara Longoria, Dalya Morrow, Monique Weingart, Mikaela Schipani, Jaclyn Poole, Kasia Pilewicz, Alexandria Everett, Hannah Jones                        | 14               | Marrakesh                               |
| 17  | 14 tháng 9 năm 2011  | Lisa D'Amato      | Allison Harvard        | Brittany Brower, Sheena Sakai, Isis King, Camille McDonald, Bre Scullark, Kayla Ferrel & Bianca Golden, Alexandria Everett, Shannon Stewart, Dominique Reighard, Laura Kirkpatrick, Angelea Preston (phạm luật)                    | 14               | Crete Santorini                         |
| 18  | 29 tháng 2 năm 2012  | Sophie Sumner     | Laura LaFrate          | Jasmia Robinson, Mariah Watchman, Louise Watts (bỏ cuộc), Candace Smith, Ashley Brown, AzMarie Livingston, Kyle Gober, Seymone Cohen-Fobish, Catherine Thomas, Eboni Davis, Alisha White (bỏ cuộc), Annaliese Dayes                | 14               | Toronto Ma Cao Hồng Kông                |
| 19  | 24 tháng 8 năm 2012  | Laura James       | Kiara Belen            | Jessie Rabideau, Maria Tucker (bỏ cuộc), Darian Ellis, Destiny Strudwick, Yvonne Powless, Allyssa Vuelma, Brittany Brown, Victoria Henley, Kristin Kagay, Nastasia Scott, Leila Goldkuhl                                           | 13               | Ocho Rios Montego Bay                   |
| 20  | 2 tháng 8 năm 2013   | Jourdan Miller    | Marvin Cortes          | Bianca Alexa, Chris Schellenger, Chlea Ramirez, Mike Scocozza, Kanani Andaluz, Jiana Davis, Phil Sullivan, Alex Agro, Don Benjamin, Nina Burns, Jeremy Rohmer, Renee Bhagwandeen, Chris Hernandez, Cory Hindorff                   | 16               | Bali                                    |
| 21  | 18 tháng 8 năm 2014  | Keith Carlos      | Will Jardell           | Ivy Timlin, Romeo Tostado (tước quyền thi đấu), Ben Schreen, Kari Calhoun, Matthew Smith, Denzel Wells, Mirjana Puhar, Raelia Lewis, Chantelle Young, Shei Phan, Lenox Tillman, Adam Smith                                         | 14               | Seoul                                   |
| 22  | 5 tháng 8 năm 2015   | Nyle DiMarco      | Mamé Adjei             | Delanie Dischert, Stefano Churchill, Ava Capra, Ashley Molina, Courtney DuPerow, Bello Sanchez, Justin Kim, Dustin McNeer, Hadassah Richardson, Devin Clark, Mikey Heverly & Lacey Rogers                                          | 14               | Không có                                |
| 23  | 12 tháng 12 năm 2016 | India Gants       | Tatiana Price          | Justine Biticon, Cherish Waters, Giah Hardeman, Krislian Rodriguez, Kyle McCoy, Binta Dibba, Marissa Hopkins, Paige Mobley, Tash Wells, Cody Wells, Courtney Nelson, Cory Anne Roberts                                             | 14               | Không có                                |
| 24  | 9 tháng 1 năm 2018   | Kyla Coleman      | Jeana Turner           | Maggie Keating, Ivana Thomas, Liz Woodbury (bỏ cuộc), Rhiyan Carreker, Coura Fall, Liberty Netuschil, Christina McDonald, Sandra Shehab, Brendi K. Seiner (bỏ cuộc), Erin Green, Rio Summers, Shanice Carroll, Khrystyana Kazakova | 15               | Không có                                |

## Thể lệ dự thi
Thể lệ dự thi thay đổi qua các mùa thi. Và gần như cố định từ mùa thi thứ 8.
Nội dung thể lệ mới được quy định rất rõ trong mẫu đơn đăng ký dự tuyển cho mùa thi 12. Các thí sinh tham gia chương trình bắt buộc phải là công dân Mỹ và hiện đang sống tại Mỹ. Thể lệ dự thi chỉ áp dụng cho nữ có độ tuổi từ 18-27; chiều cao tối thiểu là 1m70 (5ft. 7inch). Nhân viên của CBS, CW và các đối tác liên quan cũng như những người mẫu chuyên nghiệp (đã có kinh nghiệm tham gia các chiến dịch quảng cáo phát trên các phương tiện thông tin đại chúng, chụp hình trên các báo,... trong 5 năm gần đây) không được tham gia chương trình. Các thí sinh dự tuyển cũng bắt buộc phải có hộ chiếu mang giá trị hiện hành.
Người được chọn tham gia chương trình chính phải sống cùng 10-14 cô gái khác trong một biệt thự (hoặc căn hộ cao cấp) suốt 24-giờ trong ngày, 7-ngày trong tuần. Mọi hành vi đều được ghi hình ở mọi thời điểm, mọi vị trí và do ban biên tập toàn quyền quyết định phát hình trong chương trình...

### Đổi mới trong mùa thi 13
Nội quy mùa thi 13 được quy định rất rõ trong mẫu đơn đăng kí. Ngoài một số điều khoản như các mùa thi trước, mùa thi 13 có nhiều điểm khác biệt. Ban tổ chức sẽ tổ chức vòng sơ tuyển trên khắp nước Mỹ để lựa ra 10-14 cô gái tham gia cuộc thi chính thức và 2 người dự bị. Các thí sinh được tuyển chọn phải có chiều cao tối thiểu là 1m70 (5ft. 7inch), một khi được chọn các thí sinh bắt buộc phải bỏ công việc hiện tại. Người thân, họ hàng hoặc những người khác chung sống trong gia đình (có thể không có quan hệ máu thịt) không được quyền can dự vào cuộc thi. Đặc biệt, nhà sản xuất có quyền quyết định không dựa theo nội quy trong từng trường hợp cụ thể.

### Đổi mới trong mùa thi 20
Phiên bản đầu tiên của ANTM có sự cạnh tranh của người mẫu nam. Tiêu chí chọn thí sinh nam giống với tiêu chí chọn thí sinh nữ (khác về số đo ba vòng và đi catwalk trên giày đế bằng). Các thử thách cũng như chủ đề photoshoot cũng được phần nào thay đổi để phù hợp với cả thí sinh nam và thí sinh nữ. Các thí sinh nam ở riêng một khu với các thí sinh nữ trong ngôi nhà chung, nhưng còn cách sử dụng phòng của Tyra thì vẫn giữ nguyên (thí sinh nam có thể ở chung với thí sinh nữ nếu cô ấy chấp nhận lời mời hoặc ngược lại). Có duy nhất một phần comeback (hồi sinh) gồm 1 nam và 1 nữ có cơ hội trở lại với cuộc thi sau khi đã bị loại dựa vào điểm bình chọn của khán giả (mùa 20, Alexandra và Jeremy được hồi sinh).

### Đổi mới trong mùa 22
Trong mùa 22, Tyra thông báo sẽ không còn phần Fan Vote (áp dụng ở mùa 19, 20 và 21) mà cuộc thi sẽ quay trở về Format như cũ (từ mùa 1 tới mùa 18). Điều này không đồng nghĩa với việc sẽ không còn thí sinh được comeback - quay trở lại cuộc thi bởi Fan Vote. Ở mùa thứ 22, những thí sinh đã bị loại sẽ cùng tham dự thử thách và buổi chụp hình cùng những thí sinh còn lại. Thí sinh nào có số điểm cao nhất sẽ được quay trở lại cuộc thi. Với số điểm 35,1 Dustin đã được comeback

### Đổi mới trong mùa 23
Ở mùa 23, Rita sẽ thay thế Tyra làm host. Chương trình sẽ chỉ tuyển người mẫu nữ và quay trở lại Format từ mùa 13-19. Ở mùa này cũng bỏ phần chấm điểm (áp dụng ở mùa 19 đến mùa 22).

### Đổi mới trong mùa 24
Ở mùa 24, Tyra sẽ quay trở lại làm host. Đồng thời, chương trình cũng loại bỏ tiêu chí tuổi tác, nghĩa là thí sinh ở bất kì độ tuổi nào cũng có thể tham gia.

### Cuộc sống của các thí sinh sau ANTM
- Mirana (Mùa 21) là thí sinh đầu tiên của ANTM qua đời. Cô bị sát hại tại nhà riêng vào đầu năm 2015.
- Nyle (Mùa 22) là người chiến thắng, sau cuộc thi anh ấy đã chiến thắng cuộc thi Dancing with the Stars mùa 22 cùng với Peta Murgatroyd.
- Jael (mùa 8) và Renee (mùa 8) là hai thí sinh phải vào tù do vướng ma túy.
- Eva (mùa 3) là người chiến thắng, nhưng sau đó chuyển sang dẫn chương trình và thành công với lĩnh vực điện ảnh.
- Yaya (mùa 3) là á quân của mùa 3, hiện đang thành công ở lĩnh vực phim ảnh, với việc diễn vai của nữ danh ca quá cố Whitney Houston.
- Nhiều thí sinh trong chương trình đã kết hôn như: Chelsey (mùa 15), Chantal (mùa 9), McKey (mùa 11), Nicole (mùa 5).....
- Leila (mùa 19) và Fatima (mùa 10) là một trong số cựu thí sinh hiếm hoi thành công nhất trong sự nghiệp người mẫu và diễn thời trang nhiều kinh đô thời trang lớn nhất thế giới. Tháng 10/2015, cô là một trong những cựu thí sinh thành công nhất trong các phiên bản Top Model thế giới.
- Kimberly (mùa 10) là thí sinh thứ hai ANTM qua đời do tự tử vì trầm cảm cuối năm 2016.
- Jael (mùa 8) là thí sinh thứ ba ANTM qua đời vì căn bệnh ung thư vú ngày 4/12/2018
- Chantelle (mùa 21) đạt được nhiều thành công trên các sàn diễn quốc tế. Cô trở thành người mẫu của Victoria's Secret Fashion Show 2018.